# 혁명의 심장
혁명의 심장 (前 레볼루션 하트) 혹은 RE:Revolution은 대한민국의 버츄얼 아이돌 그룹으로 잭, 오뉴, 제미니, 아카이로 류, (졸업:리온)로 구성된 4인조 다국적 남자 버츄얼 아이돌 그룹이다. 리레볼루션는 더빙만화, 노래 컨텐츠, 게임 등 다양한 분야에서 활동하고 있다.

## 멤버
- 잭(고양이)은 리레볼루션의 리더이다. 리레볼루션(前 레볼루션 하트)의 거의 모든 곡은(커버 제외)잭이 작사, 작곡했다. 팀에서 올포지션을 맡고 있으며 아이돌 연습생이었다. 퍼스널 컬러는 파란색으로, 실제로 잭은 파란색을 좋아하지 않으나 다른 멤버들의 색과 가장 덜 겹쳐 골랐다고 한다. 또한 잭은 로스트원의 호곡을 커버할 정도로 남성 치고는 음역대가 굉장히 높은 편이다.

- 오뉴(고슴도치)는 리레볼루션의 맏형이다. 팀에서 메인 보컬을 맡고 있으며 커버곡은 발라드 위주로 커버했다. 그리고 오뉴는 국적이 캐나다이며 퍼스널 컬러는 초록색으로, 가장 분위기가 밝아 보여 골랐다고 한다.
- 제미니(상어)는 리레볼루션의 셋째이다. 팀에서 서브 보컬, 서브 래퍼를 맡고 있다. 목소리는 대부분 귀여운 편이지만 사실 낮은 목소리를 굉장히 잘 내며 팀 내에서 킬링파트를 자주 담당한다. 퍼스널 컬러는 주황색이다.
- 아카이로 류(드래곤, 갈매기)는 팀의 막내이다. 팀에서 메인래퍼를 맡고 있다. 랩이 없는 노래는 보컬 부분도 부른다. 퍼스널 컬러는 빨간색으로, 열정이 느껴져서 골랐다고 한다. 참고로 아카이로 류는 일본어인데, 이를 직역하면 빨간 용. (유닛에게는 영원한 아가용.)
- 리온(늑대)은 리레볼루션, 즉 혁명의 심장에서 넷째이며 기존에 있던 제미니와 생년월일이 같지만, 제미니보다 늦게 팀에 들어왔기에 넷째가 되었다. 또한 리온은 유일하게 리레볼루션이 생긴 이후에 들어온 멤버이다. 퍼스널 컬러는 보라색이다. 2025년 6월 22일 방송을 마지막으로 리레볼루션을 졸업한다. 사유는 건강 문제. 리레볼루션 멤버 중 처음으로 개인 콘서트와 음반을 발표했다.

## 만들어진 과정
제미니가 과거 친분이 있던 잭에게 버츄얼 활동을 제안하였고, 나중에 잭이 버츄얼 아이돌 그룹을 만들고 싶어져 제미니를 캐스팅, 잭의 팬이었던 류의 랩 커버를 듣고 캐스팅을 하였다. 이후 아침에 방송들을 보던 잭이 노래방송을 하는 오뉴의 노래를 듣고 캐스팅. 그렇게 하여 지금의 4인 체제가 완성이 되었다.
원래는 한명 더 영입 할려고 했으나 잭이 까먹고 잠들어버려서 4인 체제가 되었다고 함.
(이후 2023년 12월 리온이 합류하며 5인체제 운영중)

## 컨셉
리레볼루션은 이름에서 알 수 있듯이 혁명군 컨셉이다. 혁명군들이 위장을 위해 아이돌로 변장한 컨셉. 따라서 각 멤버가 모두 부대장을 맡고 있는데, 이를 소개하면 다음과 같다.
- 잭: 은밀기동대(은기대) / 혁명군의 그림자. 적의 심장부에서 임무를 수행함.
- 오뉴: 정보지원대(정지대) / 혁명군의 머리. 정보를 토대로 전쟁을 유리하게 이끌어냄.
- 제미니: 중화포격대(중포대) / 혁명군의 청소부. 거대한 중화기로 적을 쓸어버림.
- 리온: 비밀단속기관 (비단기) / 혁명군의 정보통. 직접 발로 뛰어 정보를 캐내온다.
- 류: 선봉타격대(선타대) / 혁명군의 창이자 방패. 최전방에서 적들을 몰아세우고, 아군이 불리할 때는 전원 무사히 후퇴할 때까지 앞에서 버텨주는 역할.

이를 바탕으로 한 더빙만화(일부)나 세계관도 가끔씩 영상으로 나온다.

## 자작곡
모든 자작곡은 잭이 작사, 작곡에 참여했다. 현재는 (2025년 1월 기준) 4개의 앨범이 있으며 나머지는 유튜브에만 올라와 있다.

### TRIGGER
RELOAD